# Carol Burnett
Carol Creighton Burnett (San Antonio, Texas, 1933. április 26.) ötszörös Golden Globe- és hatszoros Primetime Emmy-díjas amerikai színésznő, humorista, énekes, író. Leginkább a The Carol Burnett Show című varietésorozatáról ismert. Több filmben és televíziós sorozatban is szerepelt, illetve talk-show-kban és vetélkedőkben is feltűnt.

## Élete
Carol Creighton Burnett 1933. április 26-án született San Antonióban, Ina Louise és Joseph Thomas Burnett gyermekeként. Nagyszülei William Henry Creighton (1873–1918) és Mabel Eudora "Mae" Jones (1885–1967) voltak. Mind a ketten alkoholisták voltak. Szülei az 1930-as években elváltak. Anyja Hollywoodba költözött, Burnett pedig a nagymamájához költözött.
Második osztályos korában kitalált magának egy képzeletbeli lánytestvért, akit Karennek nevezett el. Kilenc éves korában megtanította magát Tarzan-módra üvölteni; ezt azért tette, hogy a hangerőt gyakorolja. Eleinte a családjával énekelt. Nagymamája zongorázott, míg az anyja ukulelén játszott. Nagymamája gyakran vitte Burnett-et és a nővérét a moziba.
1951-ben érettségizett a Hollywood High School tanulójaként. Ezután a UCLA egyetemen folytatta tanulmányait, ahol eleinte újságírást tervezett tanulni. Első éve után érdeklődése a művészetek és az angol nyelv irányába mozdult el, ekkor már azt tervezte, hogy író legyen. Ez idő alatt több egyetemi színdarabban is szerepelt.